# 白糠車站
白糠車站（日语：／ Shiranuka eki */?）是位於北海道白糠郡白糠町東1条南1丁目的北海道旅客鐵道（JR北海道）根室本線的鐵路車站。車站編號為K47。電報略號為。
此站為白糠郡的代表車站，普通列車及特急「超級大空」的1、6號列車以外都會在本車站停靠。而車站北面曾是與白糠線的轉線點。
車站的名稱來自阿伊努語的「sirar-ka」（海岸岩石的上面）、「sirar-ika」（在海岸岩石上溢出）、「sirar-ika-p」（漫過岩石的地方）或「sirar-u-ka」（岩石重疊）。

## 歷史
- 1901年（明治34年）7月20日 - 以北海道官設鐵道車站開始營業。一般車站。
- 1905年（明治38年）4月1日 - 被編入國有鐵道。
- 1964年（昭和39年）10月7日 - 白糠線開始營業。
- 1969年（昭和44年）11月15日 - 車站站房改建。
- 1982年（昭和57年）9月10日 - 廢除貨物處理。
- 1983年（昭和58年）10月23日 - 白糠線被廢除。
- 1985年（昭和60年）3月14日 - 廢除行李處理。
- 1987年（昭和62年）4月1日 - 國鐵分割民營化後，由JR北海道繼承。
- 1997年（平成9年）10月1日 - 車站業務委託化。

## 車站構造
- 白糠車站為2面3線、同時有島式及側式月台的地面車站。白糠線會從3號線停靠及開出。
- 1號線給往帶廣、瀧川及札幌方向的上行列車停靠。2號線給往釧路方向的下行列車停靠。3號線現在為避車線。
- 是由管理音別車站的JR道東旅遊服務所管理的委託車站。設有綠窗口（營業時間06時40分～16時40分）、小賣亭及自動入閘機。
- 每天有三列以本車站為起點及終點站的列車行駛，並在釧路折返。
- 出售章魚燒的店舖「快樂車站之家」已遷入車站站房內。

## 車站周邊
為白糠町的中心車站。
- 北海道道314號白糠停車場線
- 國道38號、國道392號
- 白糠町役場
- 釧路警察署白糠警署
- 白糠郵政局（併設日本郵政釧路西分店白糠配送中心）
- 北海道銀行白糠分店
- 釧路信用金庫白糠分店
- 大地未來信用金庫白糠分店
- 釧路丹頂農業協會（JA釧路丹頂）白糠分所
- 白糠漁業協同組合
- 北海道白糠高等學校
- 白糠港
- 白糠町營巴士（代替已廢除的白糠線）、釧路巴士「白糠車站」車站
- 星光釧路號「白糠」車站（沿國道38號）

## 相鄰車站
北海道旅客鐵道（JR北海道）
■根室本線
音別（K45）－（古瀨信號場）- 白糠（K47）－西庶路（K48）

## 外部連結
- （日語）JR北海道 – 白糠車站 （页面存档备份，存于）
- （日語）白糠車站 （页面存档备份，存于）
- （日語）全驛參觀之旅 （页面存档备份，存于）

1. ↑  . 白糠町公所.   [2008年7月21日]. （原始内容存档于2006年10月5日） （日语）.